# 가슴으로 타는 밤
"가슴으로 타는 밤"(The Heartbreaking Night)은 한국에서 제작된 조명화 감독의 1987년 드라마 영화이다. 한영수 등이 주연으로 출연하였고 한상호 등이 제작에 참여하였다.

## 출연

### 주연
- 한영수
- 왕보옥

### 조연
- 민소영
- 진금주
- 신우철
- 현길수
- 이재은
- 권일수

## 기타
- 제작부장: 이준일
- 조명: 손달호
- 스틸: 홍기영
- 연출부: 임대현
- 연출부: 심병섭
- 연출부: 박혜원
- 음향효과: 이재희
- 녹음: 이영길
- 미술: 도용우
- 특수효과: 김철석